# Coloradogran
Coloradogran (Abies concolor) är ett barrträd i familjen Tallväxter (Pinaceae). Coloradogranen har sitt naturliga utbredningsområde i västra Nordamerika och förekommer vanligen i bergskedjor på en höjd mellan 900 och 3 000 meter. Det är ett städsegrönt, relativt snabbväxande medelstort till stort barrträd som vanligen kan bli upp till 40 m högt och ha ett stamomfång strax under en meter i brösthöjd. Coloradogranen är populär som odlat prydnadsträd och används även som julgran.

## Utbredning och ekologi
Utbredningsområdet ligger i delstaterna Idaho, Wyoming, Colorado och Oregon i USA samt i delstaterna Baja California, Chihuahua och Sonora i Mexiko. Vädret i regionen kännetecknas av kalla vintrar och ganska torra samt varma somrar. Den årliga nederbördsmängden ligger mellan 500 och 1875 mm.
Coloradogran kan bilda trädgrupper där inga andra träd ingår. Den är vanligare i barrskogar tillsammans med praktgran, kaskadgran, kustgran och douglasgran. Ibland bildas blandskogar med amerikansk asp.

## Underarter
Coloradogranen delas ofta upp i två underarter, Abies concolor subsp. concolor och Abies concolor subsp. lowiana (alternativt som egen art: Abies lowiana).

## Odling
Odlas bäst i näringsrik, fuktig, lite sur, sandig väldränerad jord i sol (bäst) till halvskugga. Etablerade träd tål viss torka men växer oftast bäst i konstant fuktig jord. Lerjordar bör undvikas. I Sverige blir den ett 20 m högt träd som går att odla upp till zon 5.

## Användning
Coloradogranen odlas för sitt prydnadsvärde eftersom den har ett dekorativt koniskt växtsätt. Det finns i dagsläget ett tjugotal kända sorter i Sverige.

## Synonymer
I boken Flora öfver Sveriges Kulturväxter (1893) beskrivs arten Abies concolor med det svenska namnet kalifornisk silvergran. Stavningsvarianten koloradogran är också giltig enligt Svensk Taxonomisk Databas. 

## Bevarandestatus
För beståndet är inga hot kända. Hela populationen anses vara stabil. IUCN listar arten som livskraftig (LC).